# Josip Somrek
Josip Somrek, slovenski teolog in rimskokatoliški duhovnik. * 22. januar 1871, Čadram; † 22. oktober 1936, Šmartno pri Slovenj Gradcu.

## Življenje in delo
Somrek se je rodil leta 1871 v Brezju pri Čadramu v kmečki družini Matija in Antonije (rojene Rušnik) Somrek. Po zaslugi župnika Jurija Bezenška je začel leta 1885 v Celju obiskovati gimnazijo in bil sprejet v semenišče v Mariboru. Tam je nadaljeval šolanje, maturiral leta 1893, doštudiral teologijo in prejel mašniško posvečenje leta 1897.
Kaplanoval je v Vojniku (1897-1898), v Radljah ob Dravi (1899-1901), v Jurovskem Dolu (1902-1903) in v Celju (1904-1905). Leta 1901 je v Gradcu doktoriral iz teologije. 1905 je postal ravnatelj Cirilove tiskarne v Mariboru. Preden je leta 1906 začel opravljati to službo, je šel potovat v Nemčijo, Švico in v Francijo. Do leta 1909, ko je končal z ravnateljevanjem, je preuredil Slovenskega gospodarja in Naš dom. Bil je urednik lista Südsteirische Post, ki ga je preimoval v Stražo. Od leta 1907 je bil škofijski svetovalec za cerkveno petje, ki ga je vztrajno spodbujal. Od 1909 do 1936 je bil profesor pastoralne teologije, katehetike, metodike in retorike na Bogoslovnem učilišču v Mariboru. Od 1909 do 1925 je bil tudi podravnatelj semenišča.
Umrl je leta 1936 pri svojem bratu, ki je bil župnik v Šmartnem pri Slovenj Gradcu. Vzrok smrti je bil črevesni rak. Pokopan je v Slovenj Gradcu.

### Delo
- Otroška molitvenika:
  - Kinderherz himmelwärts (1904)
  - Prijatelj otroški (1909)
- Blaganik tajnega konzorcija, ki je izdajal nemški, vendar v slovenskem duhu pisan list Südösterr. Stimmen. (1906-1907)
- Sodelovanje pri Voditelju v bogoslovnih vedah (VBV) - znanstvene razprave:
  - Darine Sv. Duha (1902, 1903)
  - Gospodova zadnja večerja (1903–1904 in ponatisi)
  - Evharistična forma (1905)
  - Važnost sv. pisma za cerkv. govorništvo (1912)
  - Liturgija in cerkv. govorništvo (1913)
  - Dogmatični cerkv. govori (1915)
  - Dušno pastirstvo in proletarstvo (Za Spomenico ob 70-letnici lavantinskega bogoslovnega učilišča v Mariboru (1929))
- Cerkvena pesmarica Kvišku srca (Maribor 1908; orgelska spremljava v posebnem zvezku). Somrek jo je priredil in izdal. Uvedla naj bi se kot škofijska pesmarica, vendar se zaradi notranje šibkosti ni mogla uveljaviti.
- Ustanovitev Podravske industrije sadnih izdelkov (1921, vodil jo je do 1930, ko je prešla v druge roke).[1]